# Thomisidae

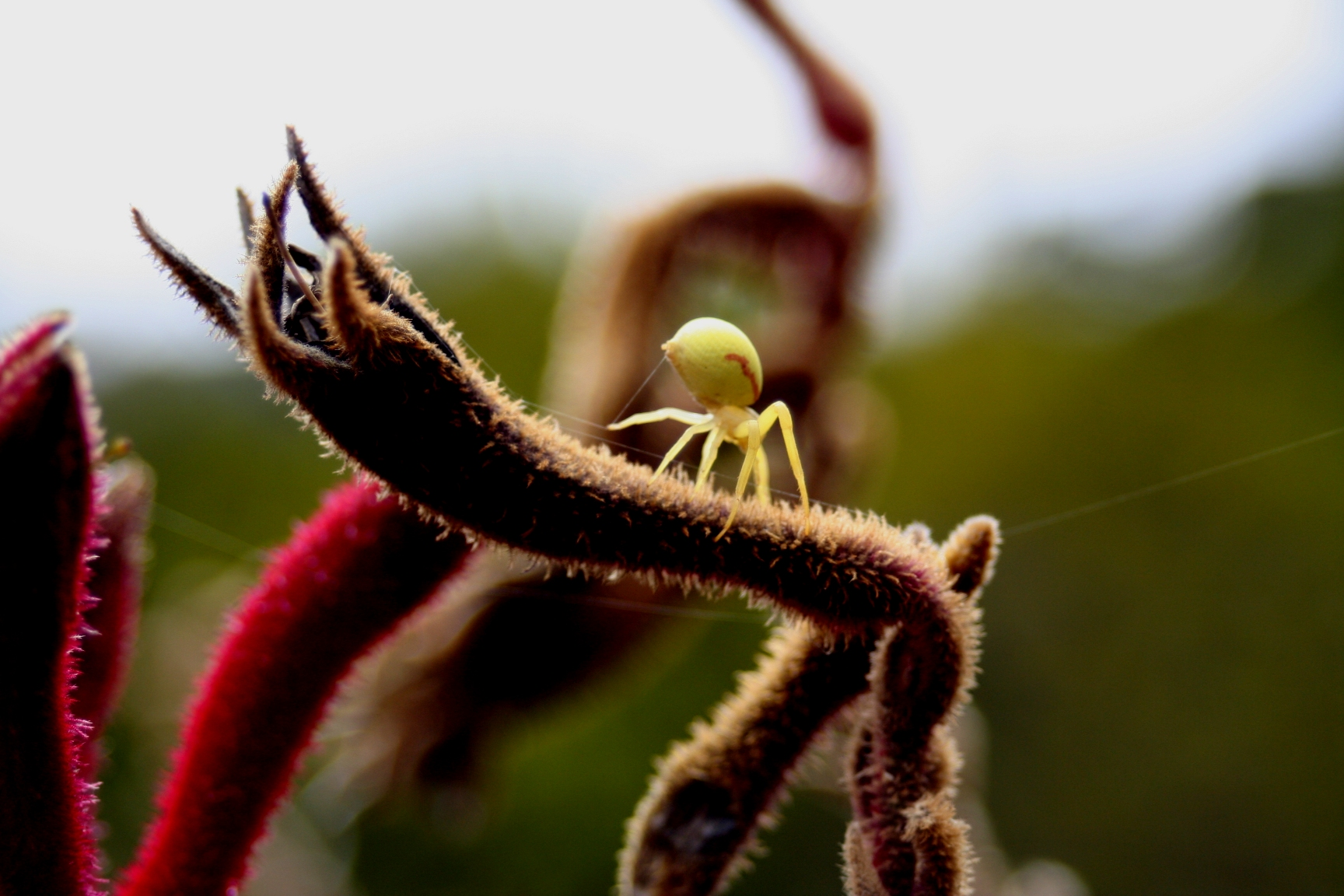
Misumena vatia.

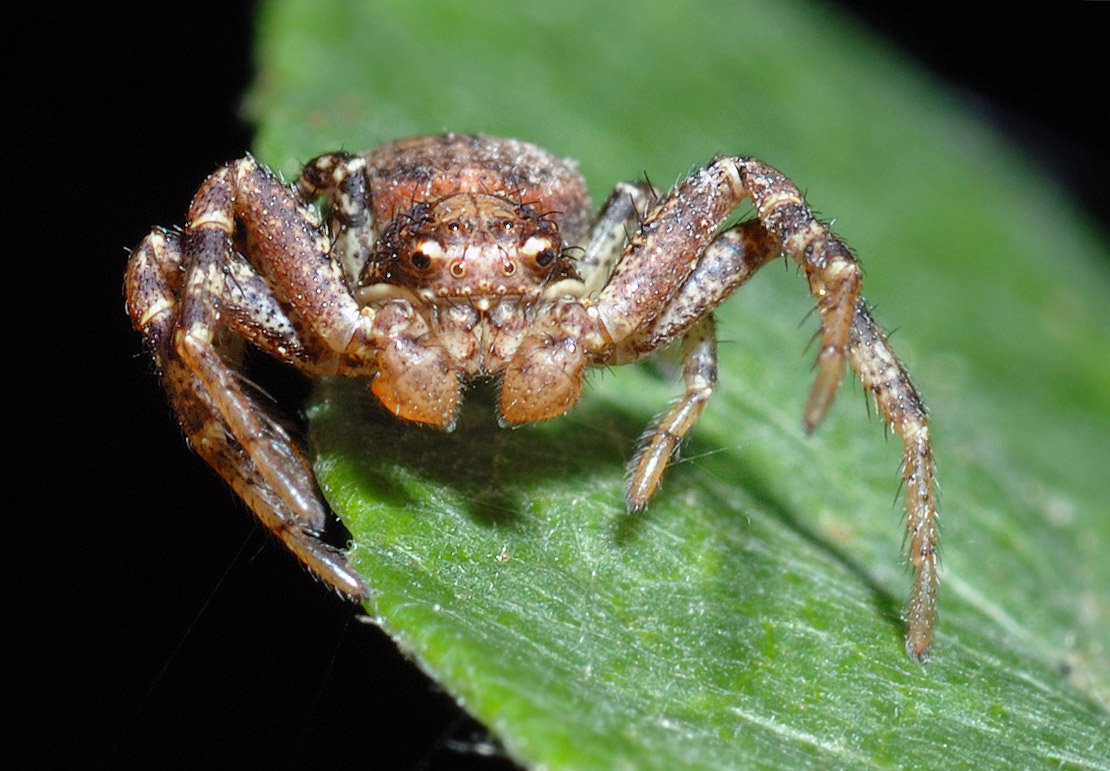
Ozyptila praticola.

Thomisidae Sundevall, 1833 é uma família de aranhas da Ordem Araneae, conhecida pelo nome comum de aranha-caranguejo, composta por cerca de 3 000 espécies com distribuição cosmopolita, estando ausente apenas da Groenlândia e das regiões de polares. O nome comum é devido ao grande tamanho relativo dos primeiro e segundo pares de pernas e à sua capacidade para se deslocarem lateralmente. Possuem um veneno poderoso contra insectos, o que lhes permite serem predadoras efectivas. Uma espécie muito comum na Europa é Misumena vatia.

## Taxonomia
A família Thomisidae inclui as seguintes subfamílias:
- Aphantochilinae (3 géneros)
- Bominae Ono, 1984 (9 géneros)
- Dietinae (32 géneros)
- Stephanopinae (35 géneros)
- Stiphropodinae (3 géneros)
- Strophiinae (8 géneros)
- Thomisinae (67 géneros)
- incertae sedis
  - Ansiea Lehtinen,

Entre outros, a família inclui os seguintes géneros:
- Amyciaea
- Aphantochilus
- Coriarachne
- Diaea
- Heriaeus
- Misumena
- Misumenoides
- Misumenops
- Ozyptila
- Pistius
- Rejanellus
- Runcinia
- Synema
- Thomisus
- Tmarus
- Xysticus

## Galeria

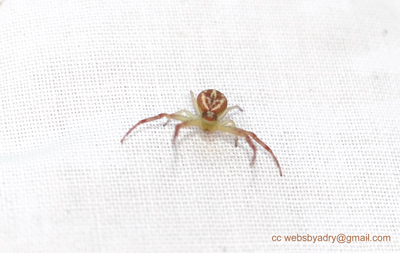
Aranha-caranguejo.
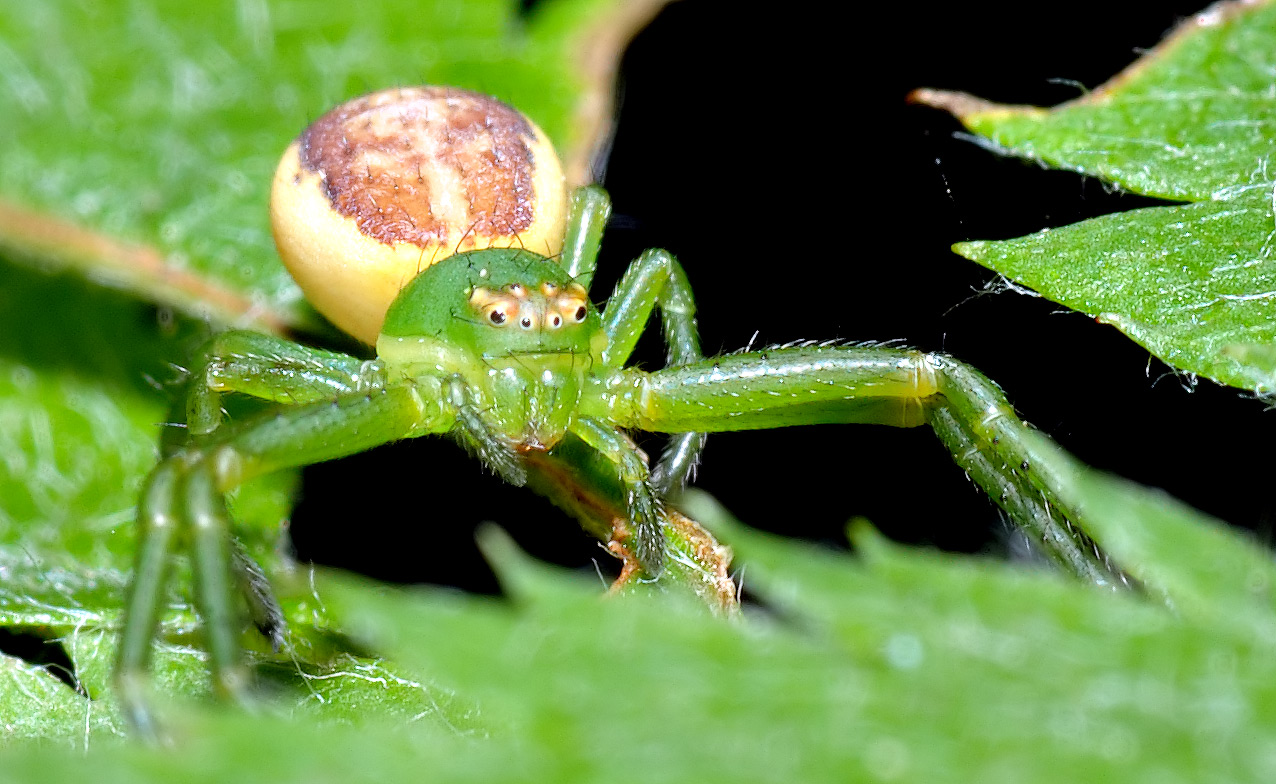
Diaea dorsata
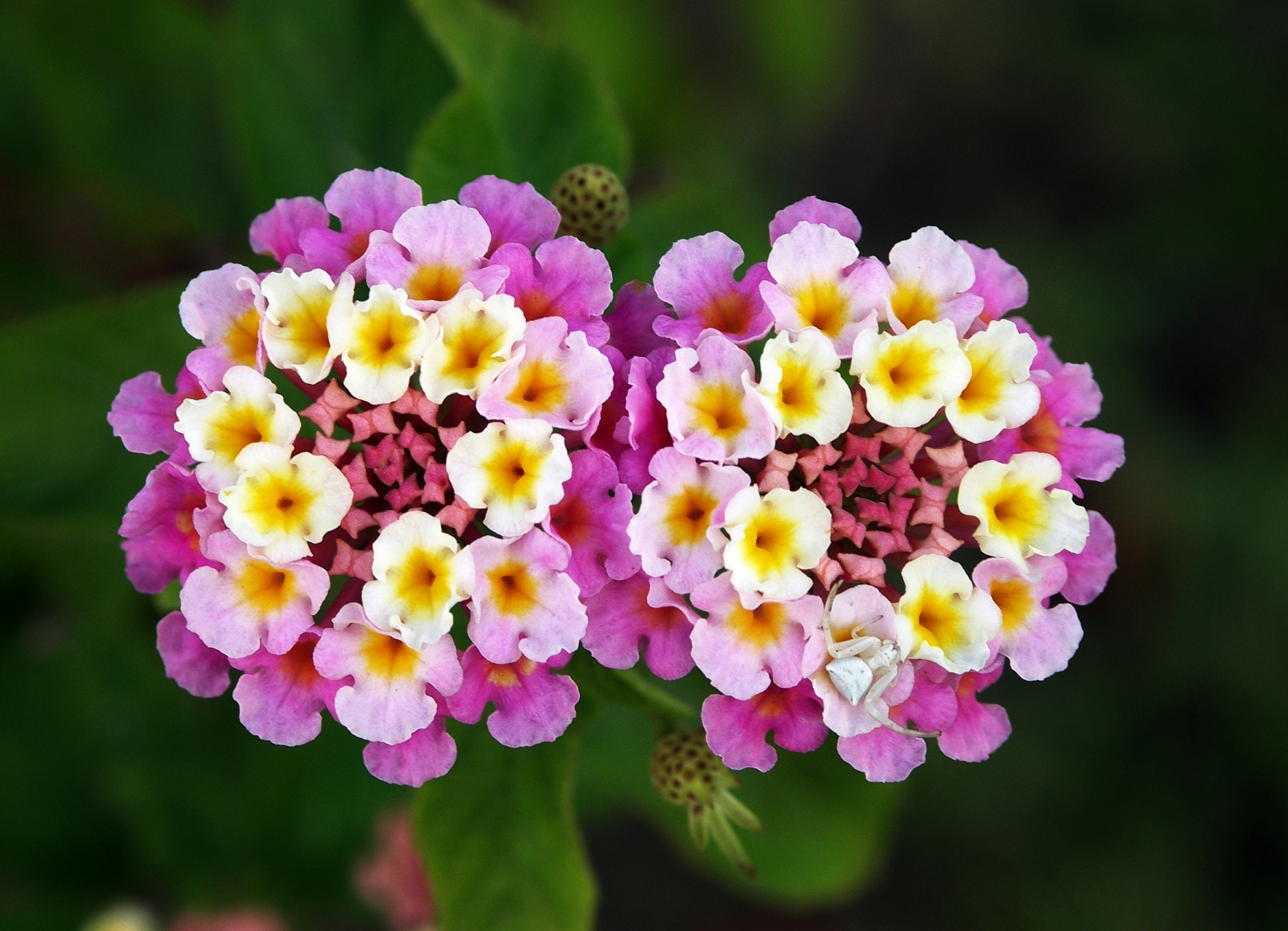
Misumenoides formocipes
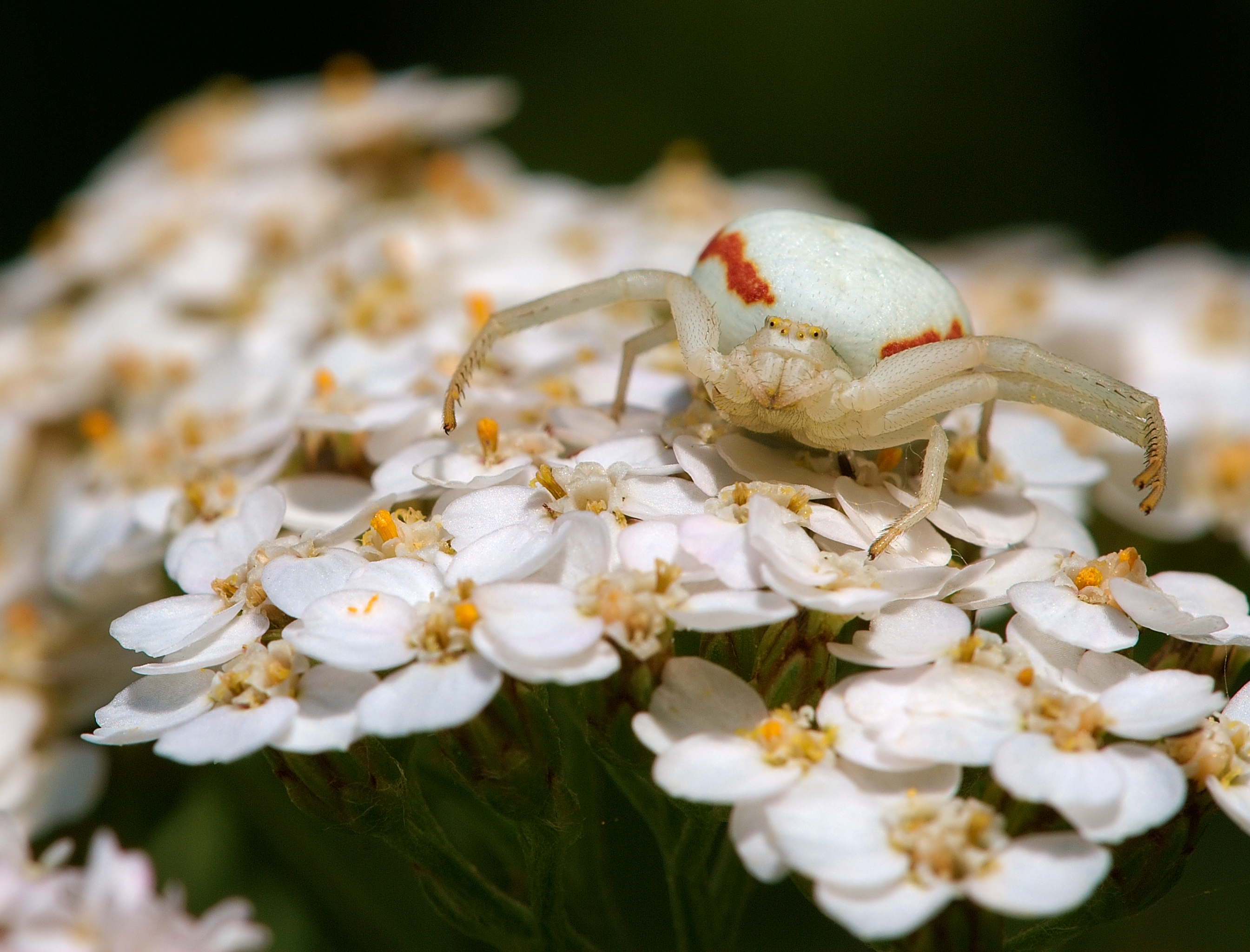
Misumena vatia
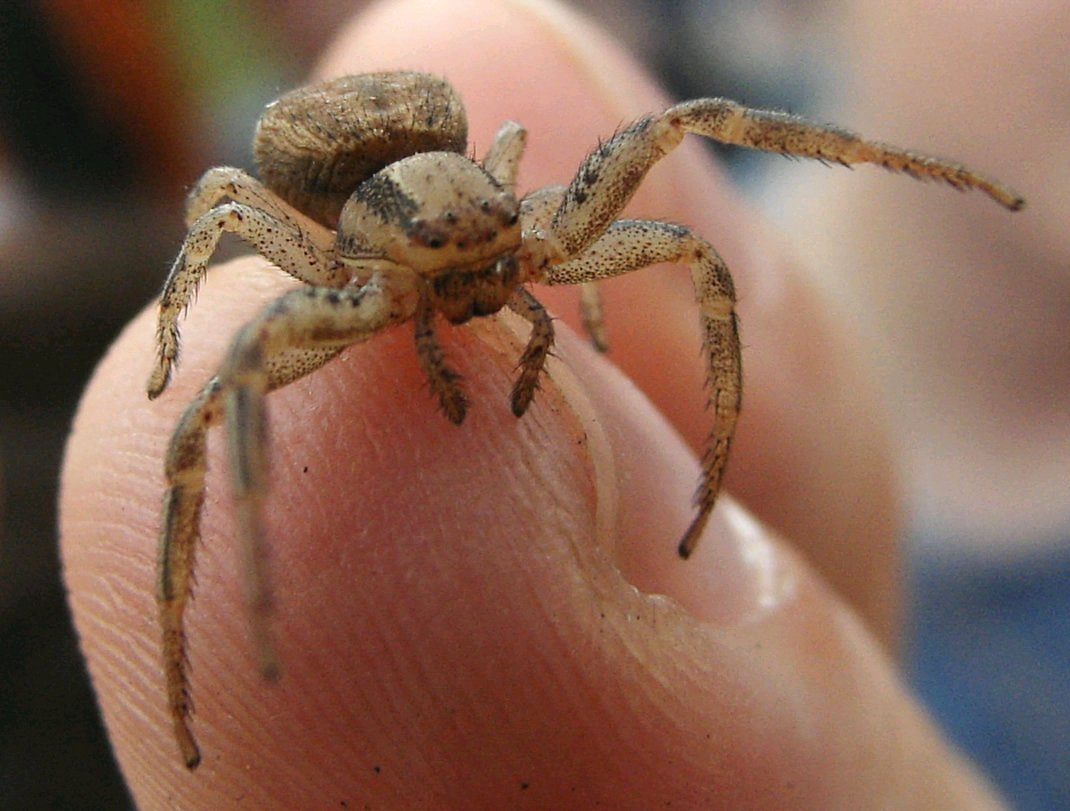
Ozyptila atomaria
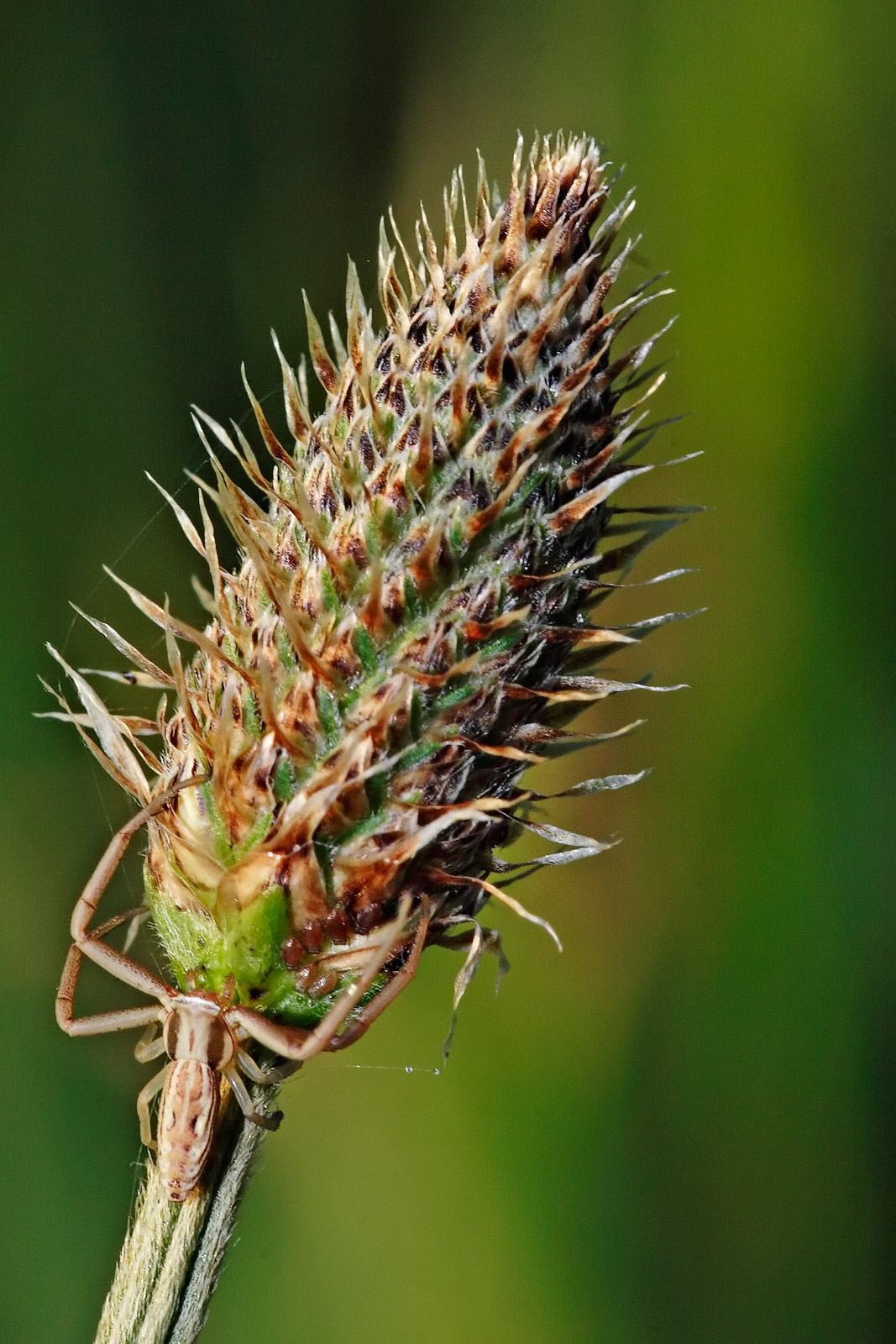
Runcinia acuminata
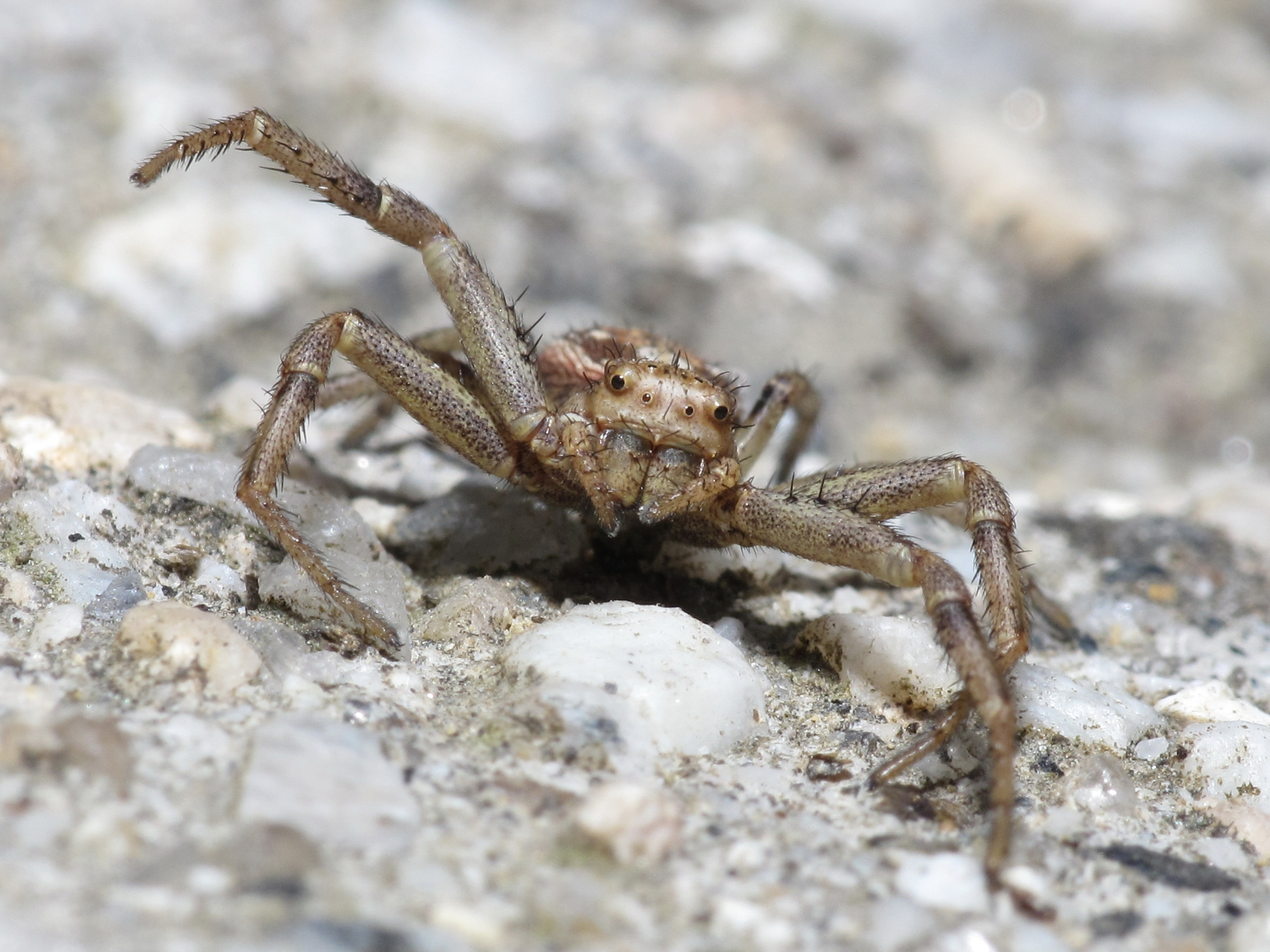
Thomisidae, Galiza
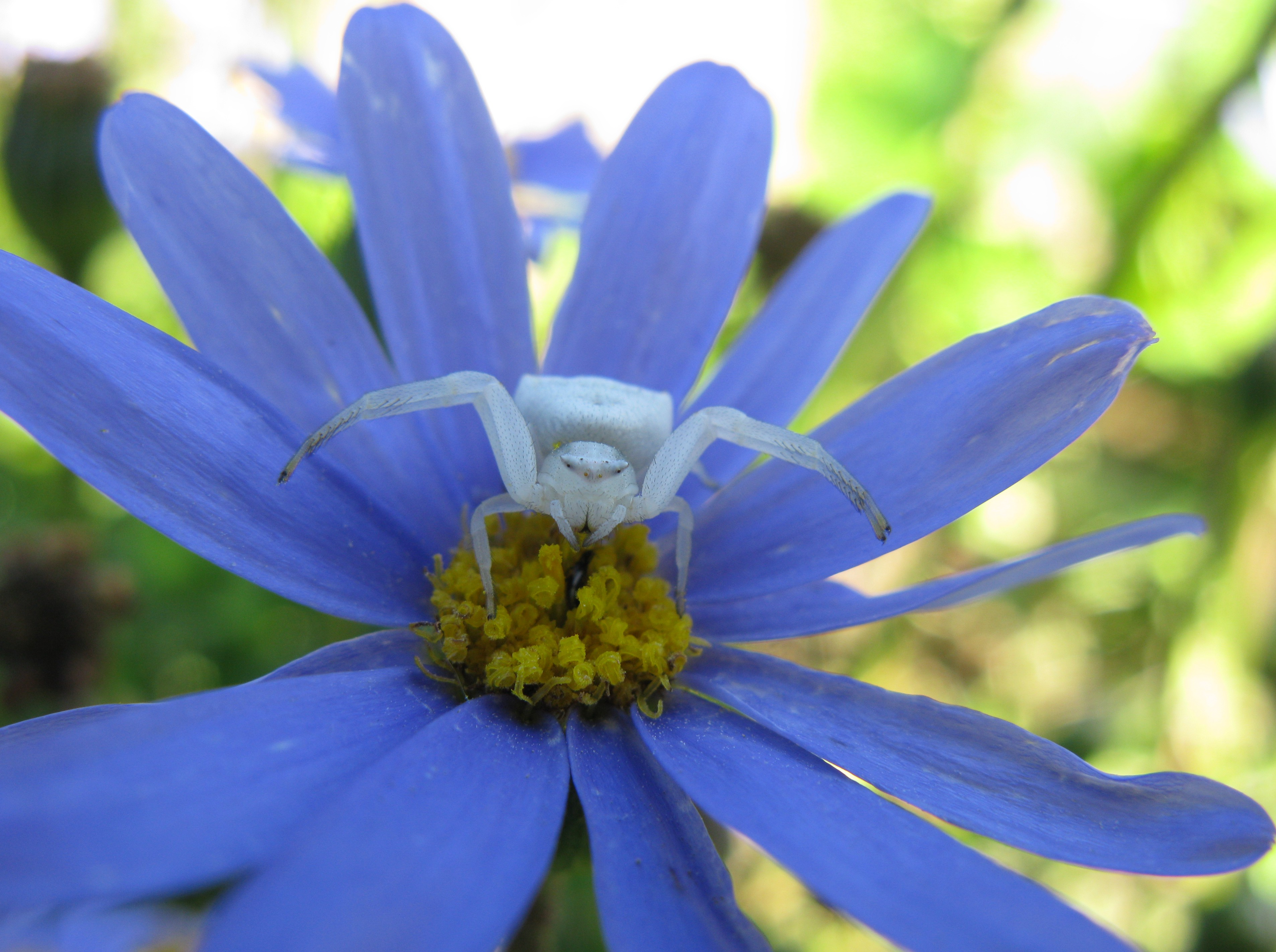
Fêmea de Thomisus emboscada numa flor do género Felicia.
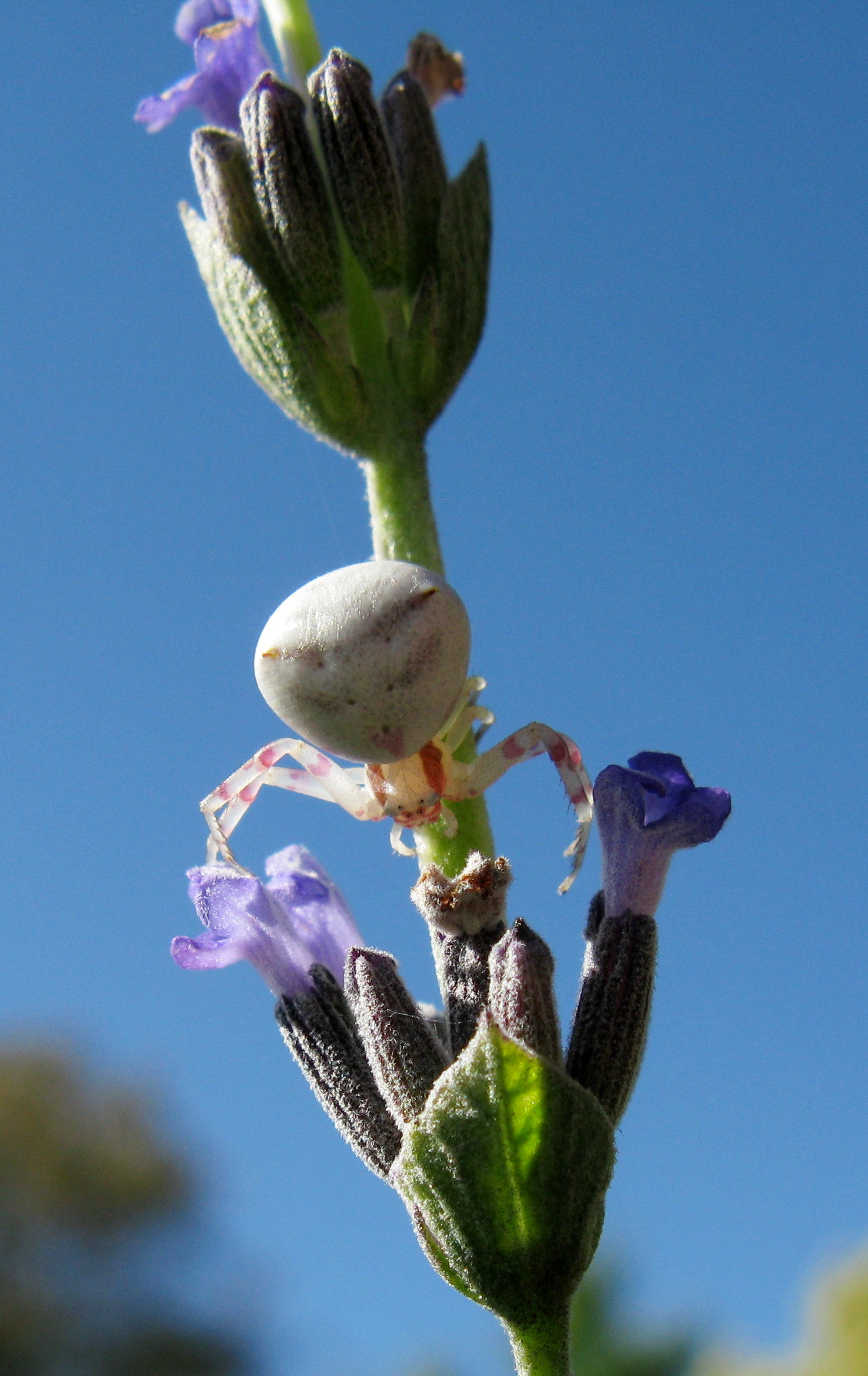
Fêmea de Thomisus.
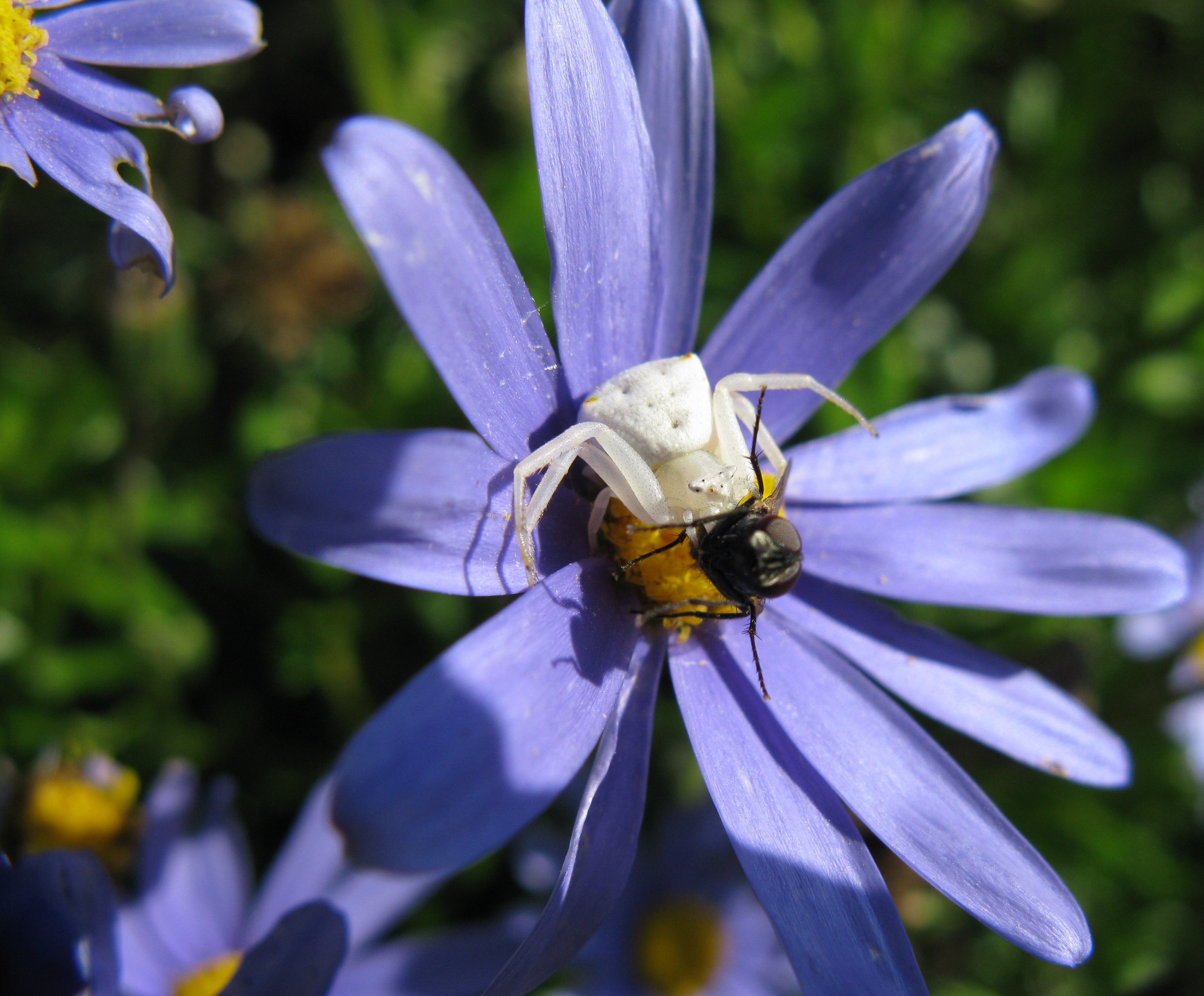
Fêmea de Thomisus a comer uma mosca.
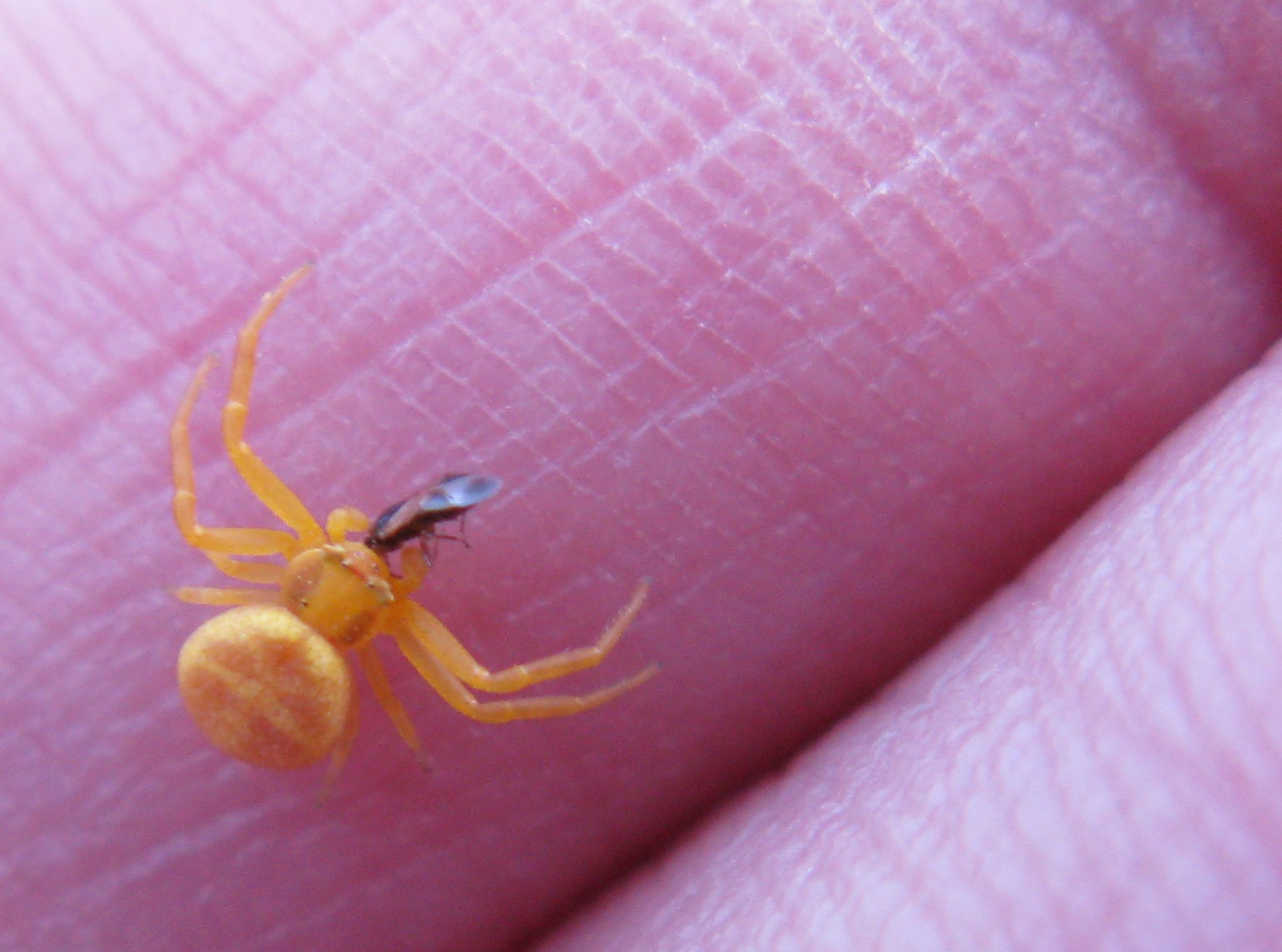
MAcho de Thomisus sp. a comer um Heteroptera.
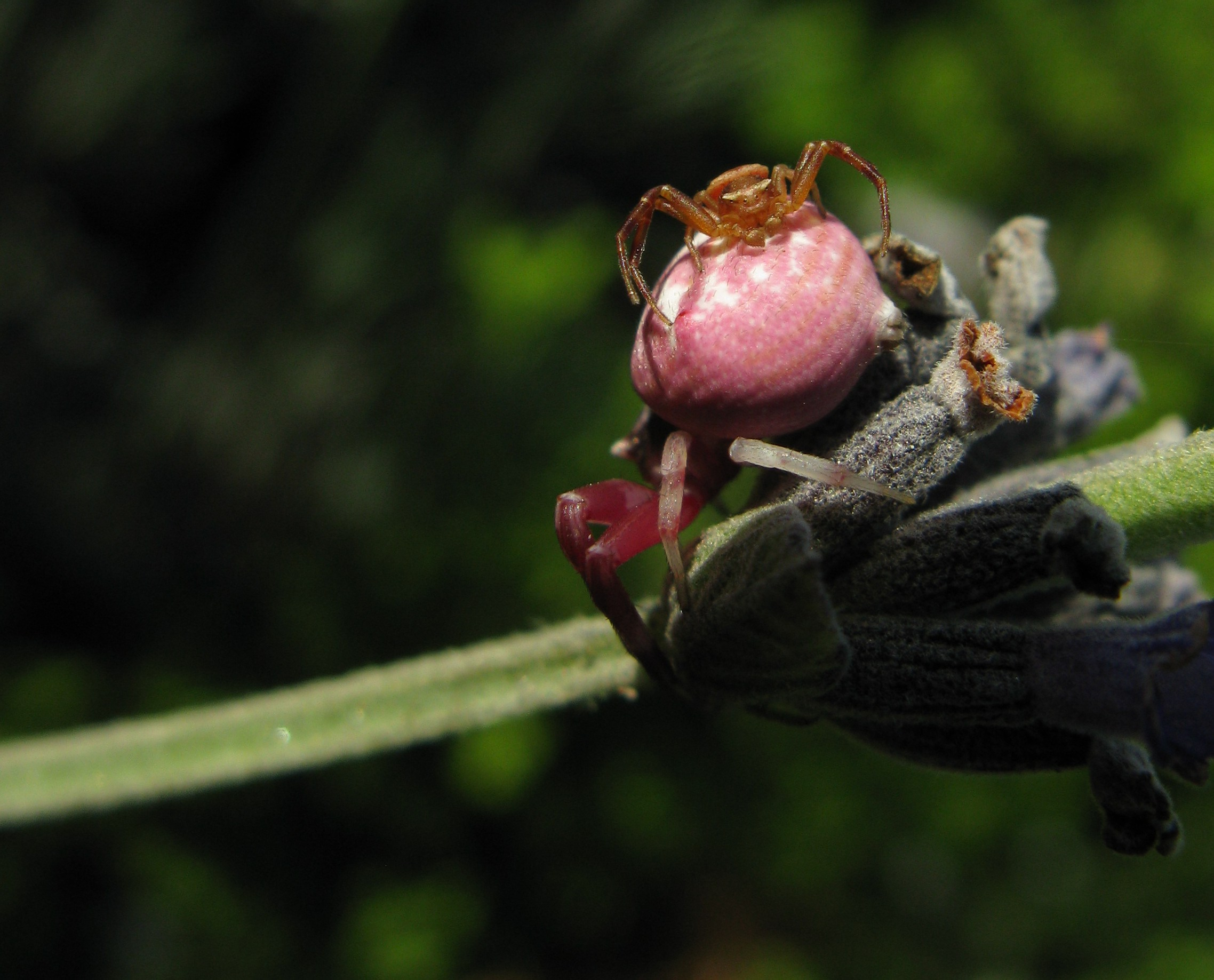
Macho e fêmea de Thomisus sp (note-se a forma dos pedipalpos).
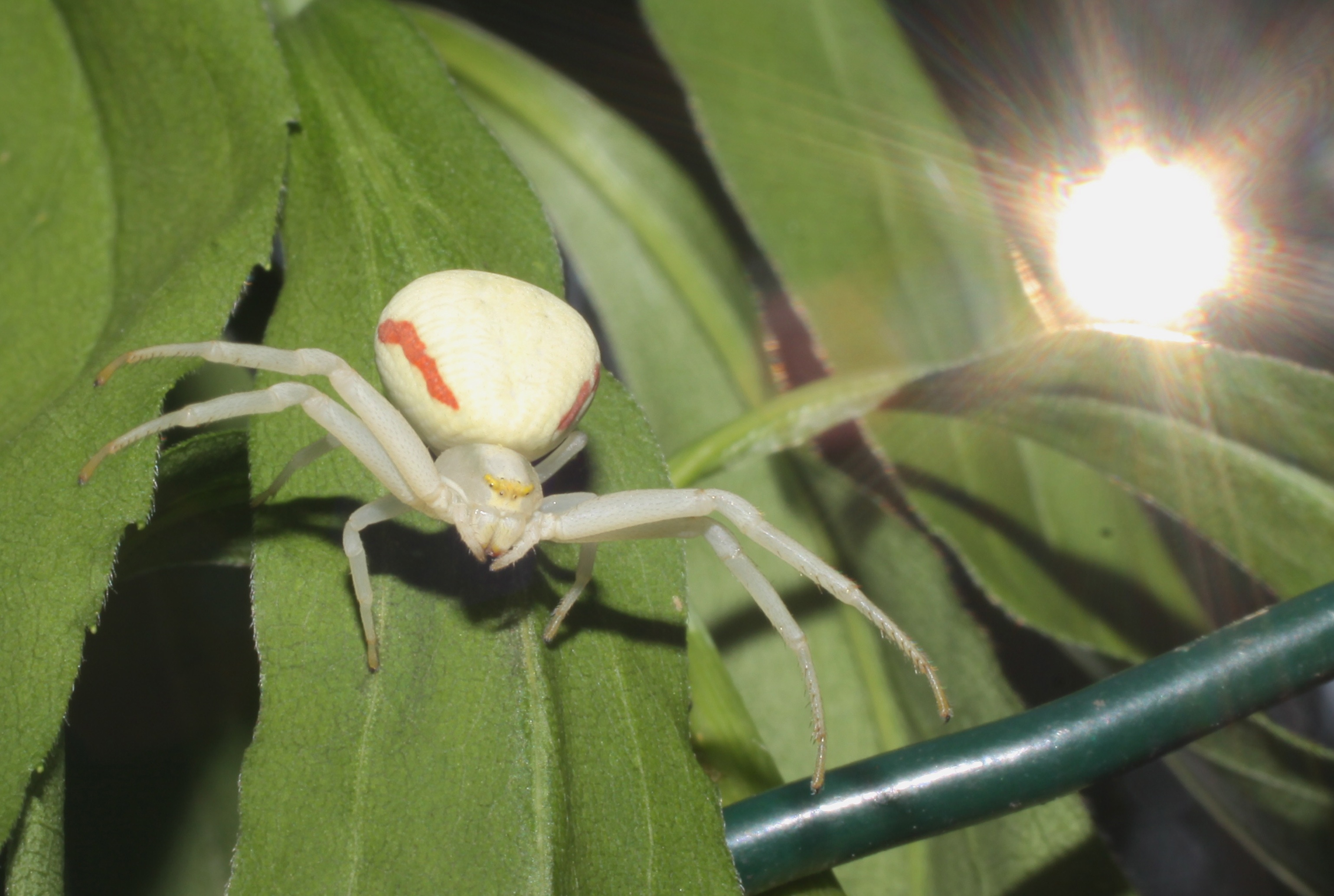
Uma tomisídea em posição de ataque.
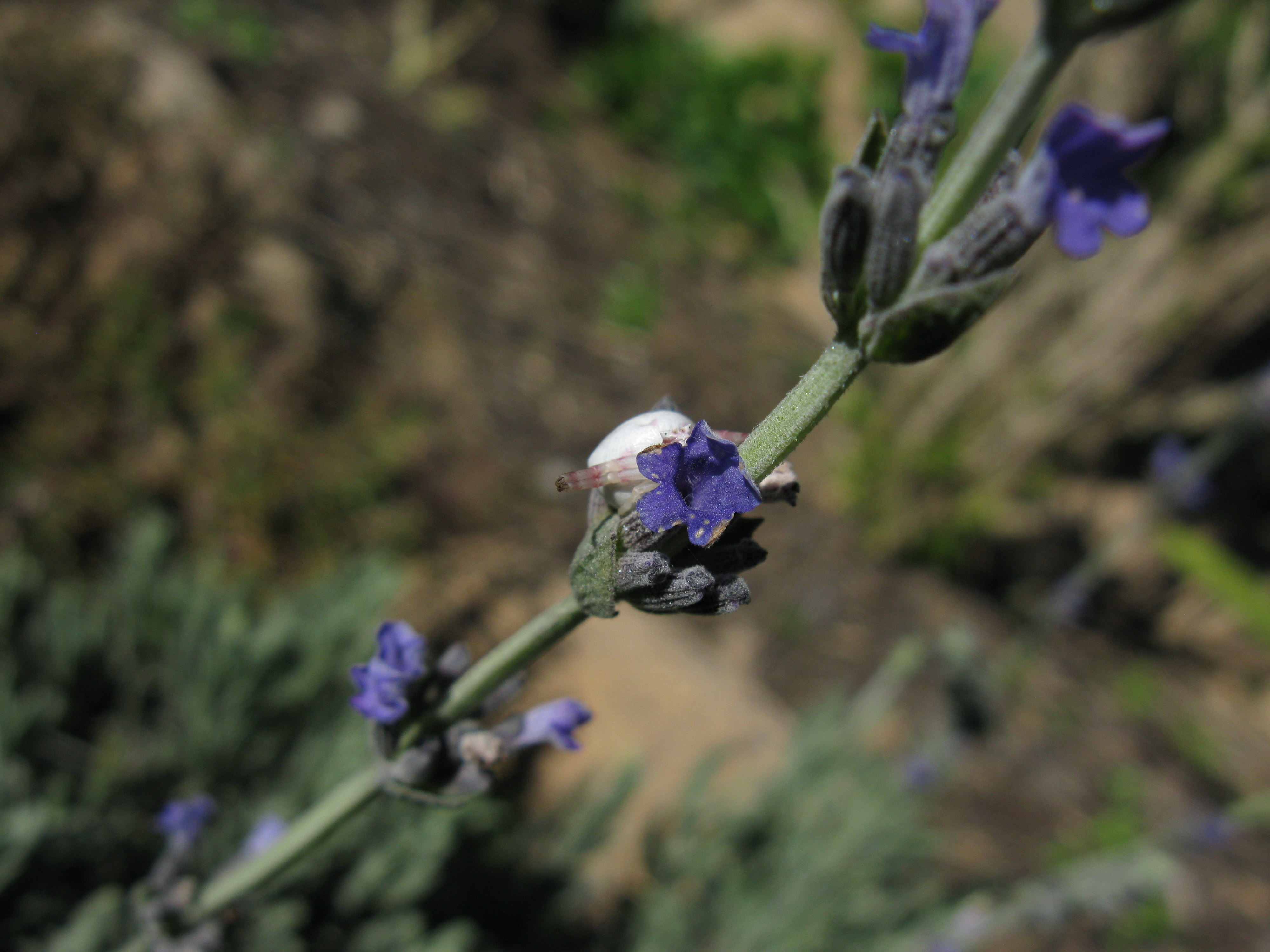
Thomisus, sobre uma flor de Lavandula.
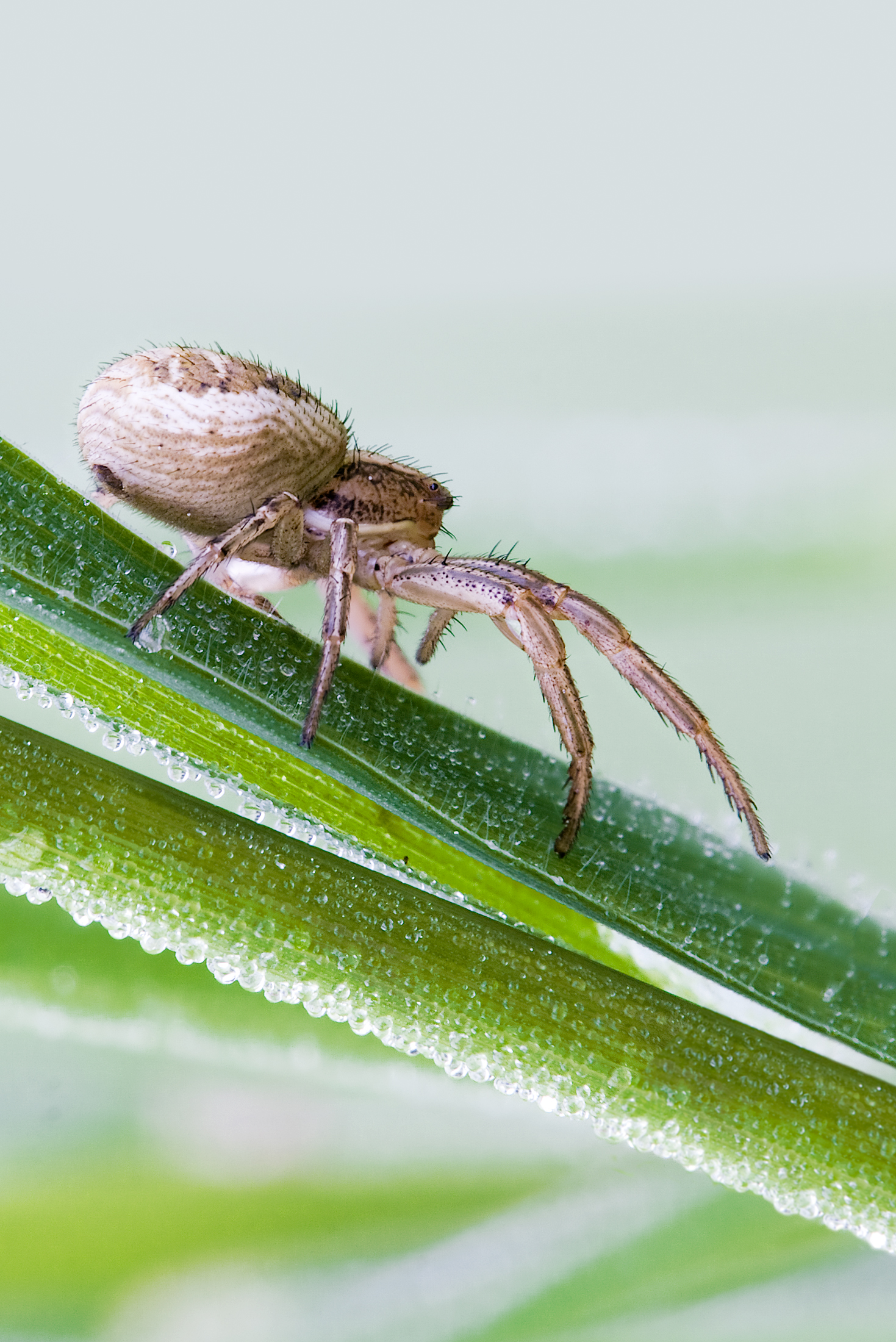
Fêmea de Xysticus.
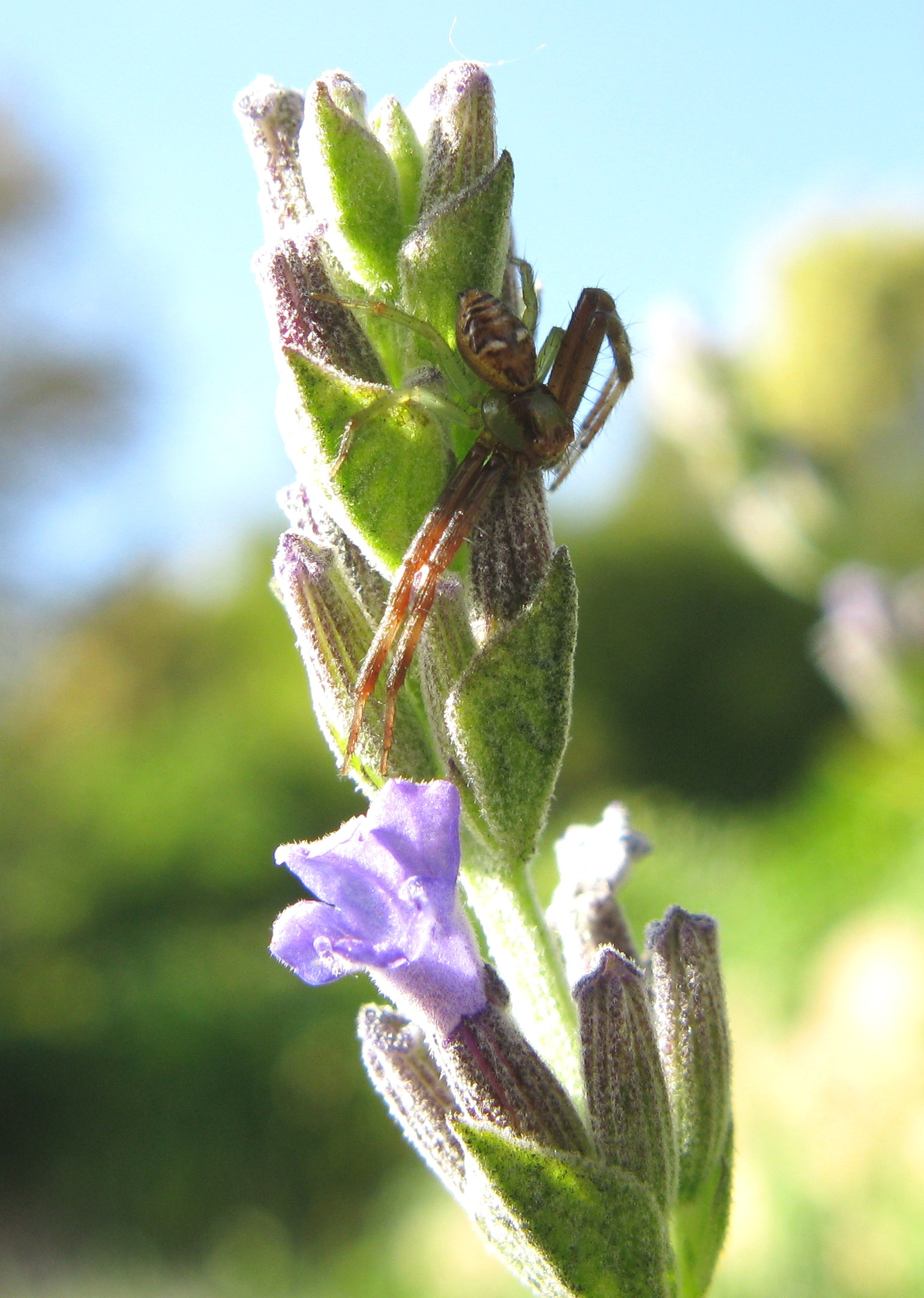
Espécie de Synema sp. sobre uma flor de Lavandula.
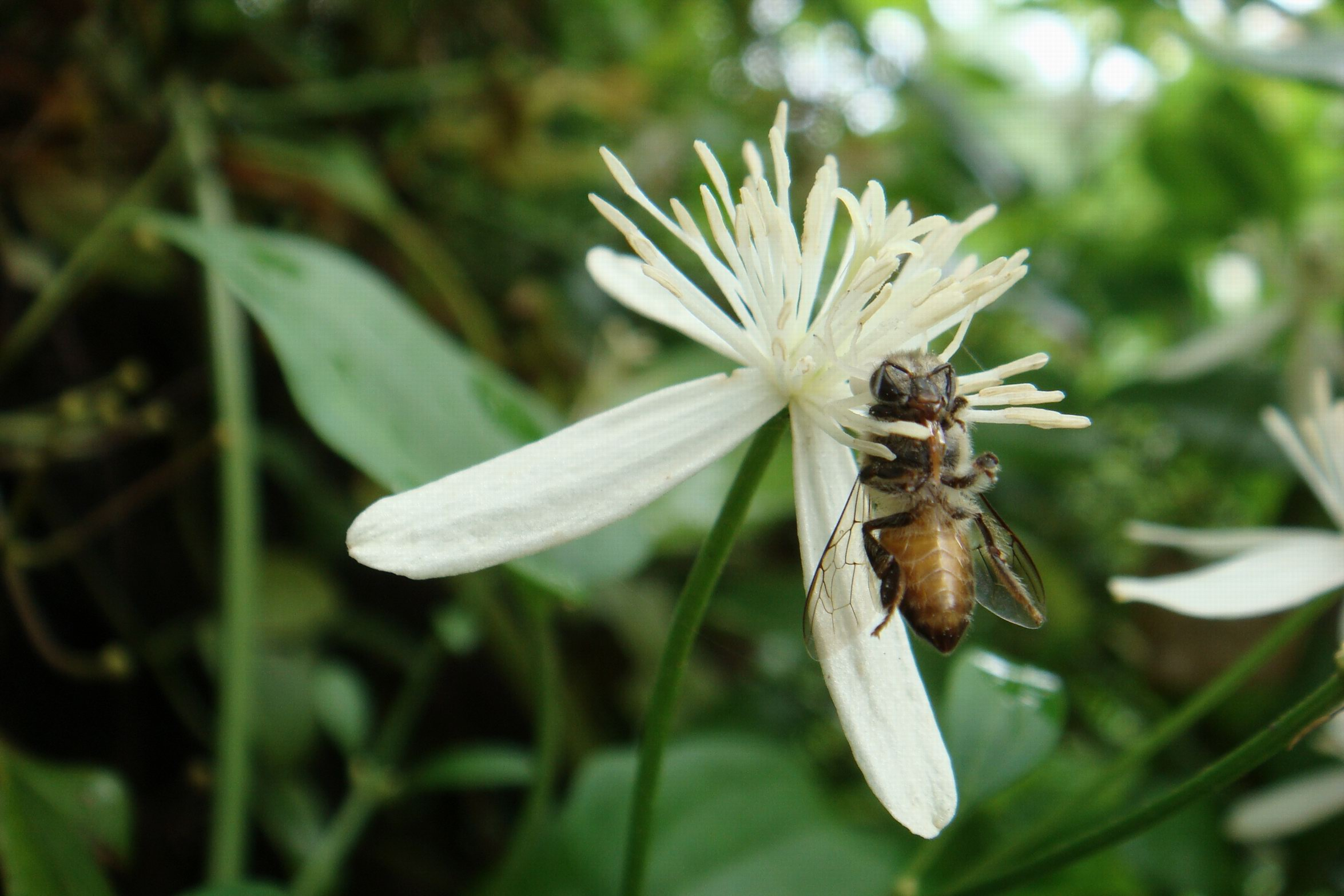
Abelha capturada por uma aranha-caranguejo.
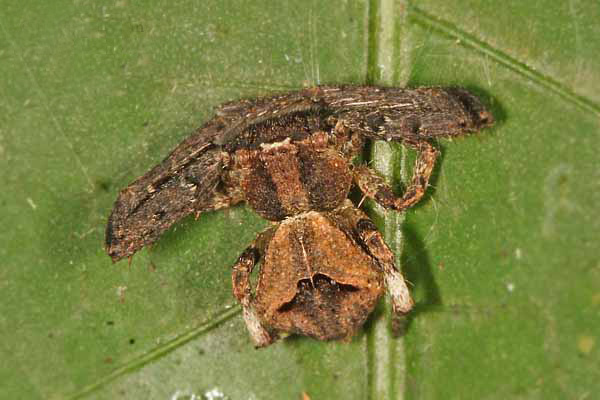
Angaeus sp. em Coorg, Karnataka, Índia.
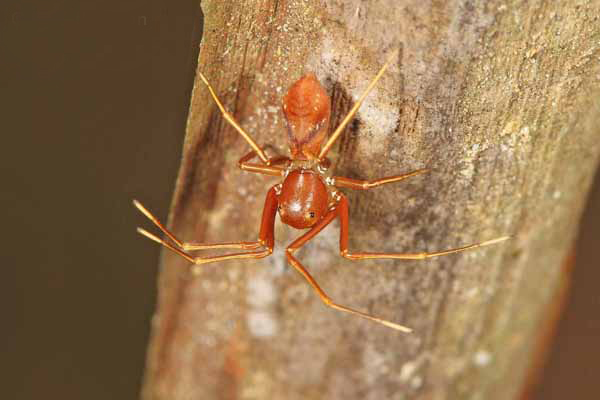
Amyciaea sp. de Coorg, Karnataka, Índia (mimetizando uma formiga).
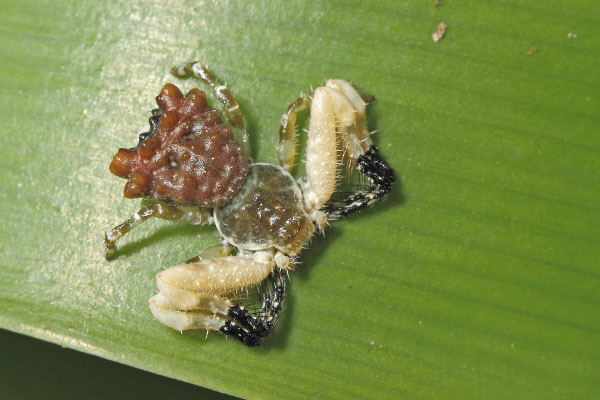
Phyrnarachne sp. mimetizando fezes de pássaro, Kabini, Karnataka, Índia.
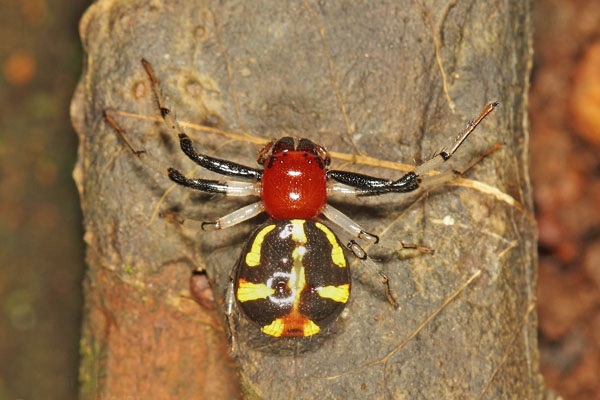
Camaricus sp. de Goa, Índia.
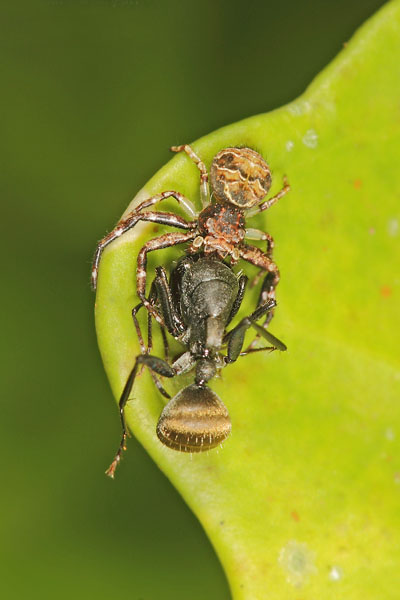
Xysticus sp. a comer uma formiga, Goa, Índia.
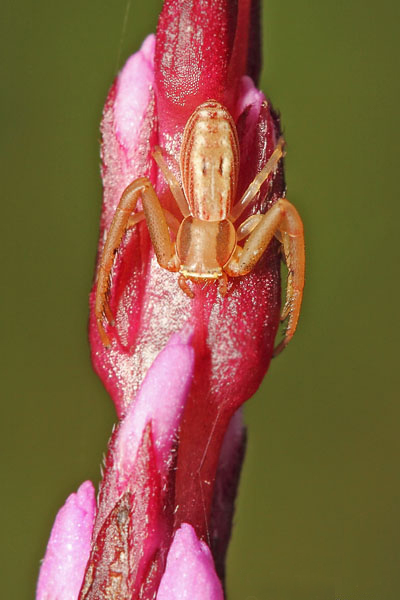
Runcinia sp. numa inflorescênci, Goa, Índia.
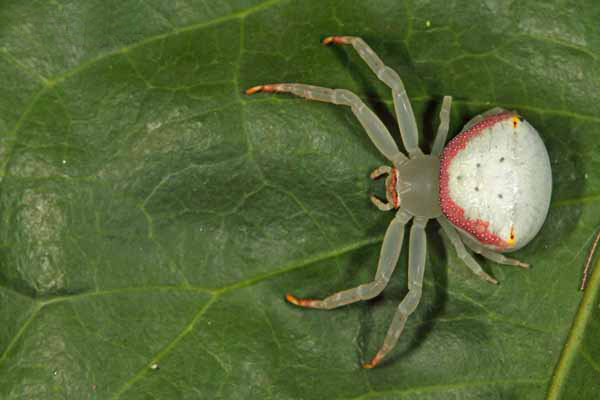
Misumena sp. de Kabini, Karnataka, Índia.